# Giò (Giò Di Tonno)
Giò è il quinto album in studio del cantautore italiano Giò Di Tonno, pubblicato nel 2014.

## Tracce
1. Tutta la vita
2. L'amore a colori
3. Com'è bello aspettare
4. Il cielo e la terra
5. Alla festa del paese
6. Tutto
7. La ragazza
8. Il poeta ubriaco
9. Tre giorni fa
10. Cento fontanelle
11. In bilico